# M. Reza Ghadiri
 M. Reza Ghadiri, auch Mohammedreza Ghadiri, (* 8. Dezember 1959 in Teheran) ist ein iranisch-US-amerikanischer Chemiker (Organische Chemie).
Ghadiri studierte an der University of Wisconsin-Madison mit dem Bachelor-Abschluss 1982 und der Promotion in Chemie 1987. Als Post-Doktorand war er bis 1989 an der Rockefeller University.  Er wurde 1989 Assistant Professor am Scripps Research Institute in La Jolla und ist dort Professor.
1996 demonstrierte er erstmals ein selbstvermehrendes Peptid. Es handelte sich um eine Alpha-Helix aus 32 Aminosäuren, die auf einer Domäne des Transkriptionsfaktors GCN4 der Hefe basierte.
Sein Labor befasst sich mit DNA-Sequenzierung der nächsten Generation, Modifizierung von Lipoproteinen, Systemchemie, Programmierbaren Enzymen, Peptid-Nanoröhren und Histon-Deacetylase (HDAC) Inhibitoren.
1998 erhielt er den Feynman Prize in Nanotechnology für grundlegende Arbeiten in der Konstruktion molekularer Strukturen mit Hilfe von Selbstorganisation (Laudatio).
1991 erhielt er den Beckman Young Investigator Award. 1993 bis 1995 war er Sloan Research Fellow, 1991 Searle Scholar und 1999 war er Arthur C. Cope Scholar. 1995 erhielt er den American Chemical Society Award in Pure Chemistry. Er ist seit 2001 Fellow der American Association for the Advancement of Science.